# Eriocaulon denticulum
Eriocaulon denticulum är en gräsväxtart som beskrevs av Kimp. Eriocaulon denticulum ingår i släktet Eriocaulon och familjen Eriocaulaceae.
Artens utbredningsområde är Kongo-Kinshasa. Inga underarter finns listade i Catalogue of Life.